# ロバート・クラム

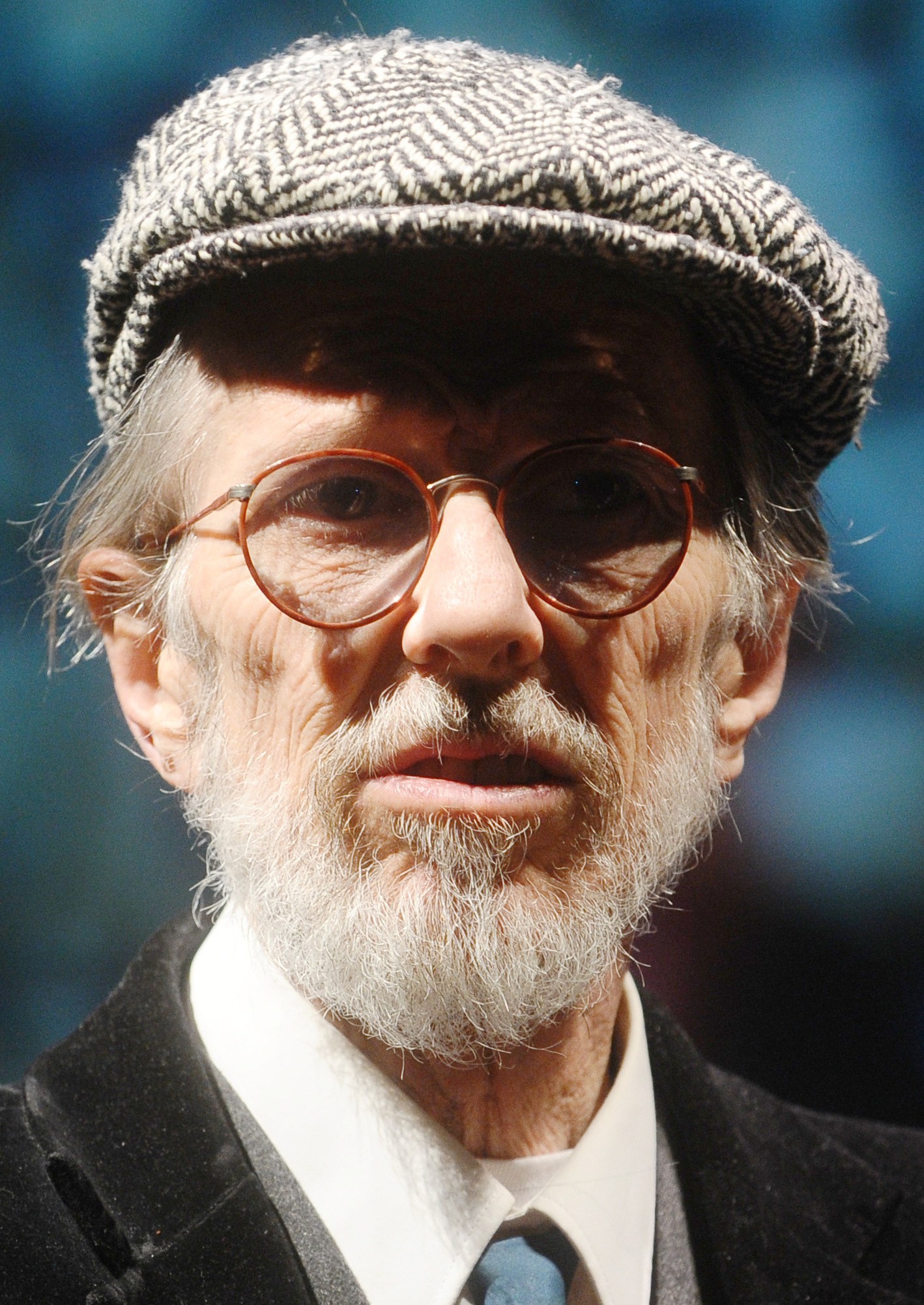
ロバート・クラム (2014)

ロバート・クラム（Robert Crumb、1943年8月30日 - ）は、アメリカ合衆国ペンシルベニア州フィラデルフィア出身の漫画家、イラストレーターである。クラムは1960年代のアンダーグラウンド・コミックス運動の創始者の一人であり、この分野における代表的な作家として知られている。クラムの最も著名な作品の一つである『Keep On Truckin'』は、ポップ・カルチャーを代表する作品として知られている。クラムはフリッツ・ザ・キャットやミスター・ナチュラルの生みの親でもある。

## 経歴
1943年8月30日にペンシルベニア州フィラデルフィアで、ロバート・クラムは海兵隊将校の父親とカトリックの母親の間に生まれた。始終喧嘩の絶えない両親の下で、少年期のクラムは敬虔にして性的に抑圧されたカトリック信者として成長した。幼少期のクラムの漫画活動にもっとも大きな影響を与えたのは、彼の兄チャールズ・クラムであった。チャールズは子供の頃からロバートと共に漫画を描き綴り、兄弟は『Foo』と名付けた自作のコミックスを学校や近所の家々で売り歩いたこともあった。ロバートが高校に進学する頃には、チャールズは漫画を断念して家に引き篭もるようになっていたが、弟の良き話し相手であり続けた。1992年にクラムの兄チャールズは50歳で自殺した。
高校を卒業した後、1962年にクラムはオハイオ州クリーブランドに移り住み、アメリカン・グリーティング社に就職してグリーティング・カードのデザインを担当するようになった。クリーブランドでクラムは後に漫画『アメリカン・スプレンダー』の原作を手掛けるハービー・ピーカーと親友になり、1964年に最初の妻ダナ・モーガン・クラムと結婚した。ピーカーはSPレコード盤への熱愛をクラムと共有する友人であり、1976年に自費出版した自伝漫画『アメリカン・スプレンダー』の作画にあたってはクラムの助けを借りた。映画『アメリカン・スプレンダー』では、ジェームズ・アーバニアクがクラム役を演じている。
1965年1月に、クラムの崇拝していた、雑誌『MAD』の創刊者ハーヴェイ・カーツマンによる雑誌『Help!』第22号で、最初のフリッツ・ザ・キャット作品『Fritz Comes on Strong』が掲載された。また1965年6月頃から、クラムはLSDの使用を始めた。「LSDは僕の頭をすっかり変えてしまった。LSDは僕に漫画を真剣に捉えすぎるのをやめさせて、僕自身のまったく違った一面を教えてくれたんだ」とクラムは語っている。
1967年1月に、クラムはフィラデルフィアの『Yarrowstalks』を含めたアンダーグラウンド新聞で発表したいくつかの漫画に対する反応に促され、サイケデリック・フラワーパワー運動の中心地であったカリフォルニア州サンフランシスコへ移住した。1968年の初めに、クラムは『Zap Comix』を創刊した。クラムはアンダーグラウンド・コミックス運動を代表する作家となっていった。
クラムは古めかしい早期の漫画スタイルを用いて、漫画においてはタブーと見なされていた性的かつ政治的な風刺作品を発表した。やがてクラムは、カウンターカルチャー漫画作品の出版可能性に活気付けられた多数の漫画家の興味を惹き付けた。後期の『Zap Comix』において、クラムはスペイン・ロドリゲス、リック・グリフィン、S・クレイ・ウィルソン、ヴィクター・モスコソ、ロバート・ウィリアムズ、ギルバート・シェルトンといった作家の作品を掲載した。
『Zap』『East Vilage Other』『OZ magazine』といった多数のアンダーグラウンド・コミックスやアンダーグラウンド新聞などのカウンターカルチャー系出版物の誌上において、クラムはフリッツ・ザ・キャットやミスター・ナチュラルを含む、反体制文化の象徴となったキャラクターたちを創造した。クラムの作品は俄然大きな需要を呼び覚まし、クラム自身もまた反体制文化を象徴する存在となっていった。
1980年代前半に、クラムはオルタナティヴ・コミックのアンソロジー雑誌である『Weirdo』を創刊し、オルタナティヴ・コミックにおける創作と影響の両面における主要人物として、クラムはなおも健在である。クラムの経歴はメインストリーム・コミック出版業界の外部で始まったが、クラムは雑誌『ニューヨーカー』の表紙も手掛けている。
1990年代中頃に、クラムは彼自身による6冊のスケッチブックを、南フランスのラングドック＝ルシヨンにある小さな町ソベーの一軒家と交換し、二番目の妻アリーン・コミンスキー・クラム（彼女もまた有名なアンダーグラウンド漫画家である）と娘ソフィー（彼女も漫画家である）と共に移住した。
1995年には、クラムと家族の人生を描いたドキュメンタリー映画『クラム』が、 テリー・ツワイゴフ監督により製作・公開された。
2005年にクラムはガーディアン紙のインタビューに対し、現在は創世記の漫画化作品の構想に取り組んでいると語っており、2009年に『The Book of Genesis Illustrated』（Robert Crumbs Genesis）として刊行された（日本語訳は2011年に『旧約聖書 創世記編』として刊行）。

## 漫画以外の活動
クラムは友人ジャニス・ジョプリンのアルバム『チープ・スリル』のジャケットイラストを手掛けた。一方でローリング・ストーンズのアルバムのジャケットイラストも依頼されたが、バンド・ミュージックを嫌っていたため、その依頼を断った。
アニメーション監督ラルフ・バクシは、X指定が施された最初のアニメーション映画である長編『フリッツ・ザ・キャット』を制作し、この作品は大きな興行成績を収めた。クラムはこの映画を嫌っており、鼻持ちならない映画スターとなったフリッツを、ダチョウ女がアイスピックで刺し殺すという形で、自作においてこの架空のネコのキャラクターを葬ってしまい、以降の彼の作品に対する映画化の申し出を断り続けている。
1990年代前半に、デューク大学においてクラムの作品に基づく舞台作品が上演された。ジョニー・シモンズが舞台監督を務め、クラムにより演技指導が行われた。クラムは舞台美術も手掛け、彼の有名なキャラクター達を舞台の床と壁一杯に描き込んだ。
1994年に、クラムの作品と波乱に満ちた家庭生活とを結び付けたドキュメンタリー映画『クラム』が、クラムとその作品に興味を持つ若い読者を対象として制作された。この映画はクラムの長年の友人であるテリー・ツワイゴフにより監督された。
フランスでのクラムは、バンド“Les Primitifs du Futur”においてバンジョーを担当している。クラムは1970年代に三つのアルバムを発表した彼自身のバンド、「チープ・スーツ・セレナーダーズ」も持っていた。著しく戦前のポピュラー音楽、ブルースなどに傾倒したこのバンドの三枚のアルバムは、現在でもレコード・コレクターから熱く支持されている。また、東京を中心に活動するノアルイズ・マーロン・タイツをはじめ、日本でも影響を受けたバンドは多い。
クラムはSPレコード盤の熱心なコレクターであり、2004年の時点で5000枚を越えるレコード盤を保有している。2003年に、このコレクションは、メキシコ、キューバ、トルコ、ビルマ、タヒチのワールドミュージックを編集した『Hot Women: Women Singers From The Torrid Regions Of The World』のソースとなった。このアルバム24トラックの内、2トラック以外はすべて1927年から1934年までに収録されたものだった。

## 作風と批評
ロバート・クラムの漫画技法は、『Barney Google』のビリー・デ・ベック、挿絵画家C・E・ブロック、ジーン・エイハーンのコマ漫画、『Sad Sack』のジョージ・ベイカー、『メリー・メロディーズ』に登場した1930年代のアニメーションキャラクターたち、『The Gumps』のシドニー・スミス、ルーブ・ゴールドバーグの諸作品、『ポパイ』のE・C・シーガー、『マットとジェフ』のバッド・フィッシャーといった、先行する多数の漫画家から影響を受けている。クラムは雑誌『MAD』の初代編集長である漫画家ハーヴェイ・カーツマンと、同様に初期のディズニー作品におけるダック物の漫画を作画したカール・バークスや、ジョン・スタンレイが、自分の物語構成の技法に影響を与えていると語っている。
クラムの漫画作品は読者や批評家から毀誉褒貶に分かれた批評を引き出している。クラムは文学上の風刺作家であるラブレーやジョナサン・スウィフト、マーク・トゥエインと並ぶ歴史的な風刺作家の一人として賞賛されており、美術批評家のロバート・ヒューズはクラムをブリューゲルやゴヤの系譜に結び付けている。一方で、コミック研究家のトリアナ・ロビンスを含む批評家たちは、クラムの作品は下品かつ未成熟な、女性嫌悪のポルノであると糾弾している。クラム自身も、自分には女性に対する異常な恐怖心があると認めている。

## 翻訳された著書
- 『別冊WOO フリッツ・ザ・キャット』小野耕世 訳、盛光社、1973年4月1日
- 『フリッツ・ザ・キャット』小野耕世 訳、すばる書房、1977年
- 『コミック版 カフカ（知的常識シリーズ）』D.Z.マイロウィッツ 共著、堀たほ子 訳、心交社、1994年5月
- 『ロバート・クラムBEST: ROBERT CRUMB’S Troubles with Women』柳下毅一郎 編訳、河出書房新社、2002年7月1日
- 『旧約聖書 創世記編』笹野洋子 訳、静山社、2011年9月13日
- 『フリッツ・ザ・キャット コンプリート』小野耕世 訳、復刊ドットコム、2016年9月13日

## 関連サイト
- The Official R.Ceumb Website - ロバート・クラム公式サイト（英語）
- Robert Crumb and his Wonder-ground World - 日本語によるクラムと作品の解説